# Goldonna
Goldonna – wieś w Stanach Zjednoczonych, w stanie Luizjana, w parafii Natchitoches.